# セブンアップ (トランプゲーム)
セブンアップ（英語: Seven Up）は英語圏の伝統的なトランプゲームの一つである。トリックテイキングゲームに属する。基本的にはカードの点数を競うポイントトリックゲームに属するが、特定の切り札を得ることによっても点数が得られる。

## 概要
得点のあるカードを取るだけでなく、切り札の最高のカード・最低のカード・ジャックを取ることによっても得点できるのが特徴である。パーレットによると、それまでネイブ（Knave）と呼ばれていたカードをジャック（Jack）と呼ぶようになったのはこのゲームに由来するのではないかという。
イギリスの伝統的なゲームで、「All Fours」などとも呼ばれる。「セブンアップ」はアメリカでの名前で、ほかに「High-Low-Jack」・「Old Sledge」などとも呼ばれる。ホイストなどが知的なゲームと考えられる一方、セブンアップは下層階級のゲームとみなされてきた。アメリカでは19世紀には人気のあるゲームだったが、ポーカーやユーカーに押されて衰退した。現在はビッドの要素を加えた「ピッチ」（英語版記事）というゲームが行われている。
カリブ海のいくつかの国、とくにトリニダード・トバゴでも独自の変更を加えて遊ばれている。

## ルール
2人から4人で競技する。4人のときは向かいあう2人どうしがパートナーになることも、それぞれが独立に戦うこともできる。プレイは時計回りに進行する。ディーラーはプレイごとに時計回りに移動する。
通常の52枚のトランプを使用し、ジョーカーは使用しない。

### ディールと切り札の決定
ディーラーは各競技者に6枚の手札を配る。その次の1枚を表に向けて出す。このカードをターンアップと呼ぶ。ターンアップがジャックだった場合は、ディーラーが1点を得る。
ディーラーの左隣が、ターンアップのスートを切り札とするかどうかを宣言する。切り札にするときはスタンド（I stand）と宣言し、しない（パスする）場合はベッグ（I beg）と宣言する。
ベッグしたら、切り札を決める権利はディーラーに移る。ディーラーがターンアップを切り札に決定した場合、ギフトといってディーラーの左隣が1点を得る。ディーラーがターンアップを拒否した場合は、ターンアップは裏返し、さらに各人に手札3枚ずつを配って、その次のカードを表返して新たなターンアップとする。新しいターンアップが最初のターンアップと同じスートだった場合は、異なるスートが出てくるまで、各人に手札3枚ずつを配って、次の1枚を新たなターンアップとすることを繰り返す。
新たなスートのターンアップが出てきた場合、そのターンアップのスートが切り札になる。新たなスートが出る前にカードが尽きた場合、シャッフルして配りなおす。

### 実際のプレイ
手札の枚数が7枚以上になった場合、各競技者は不要なカードを捨てて、手札を6枚にする。
最初のトリックはディーラーの左隣がリードする。あとは通常のトリックテイキングゲームと同様に進行する。すなわち、時計回りに順に1枚ずつカードを出していき、切り札が出た場合は切り札スートの最強のカードを出した人が勝つ。そうでない場合はリードと同じスートの最強のカードを出した人が勝つ。勝った人はそのトリックで出たすべてのカードを獲得し、次のトリックをリードする。
ただし、通常のトリックテイキングゲームと異なり、セブンアップでは、切り札をいつ出しても構わない。リードと同じスートのカードがあっても、そのカードを出さずに切り札を出すことができる。

### 得点
プレイによる得点は、ハイ・ロー・ジャック・ゲームの4つのカテゴリに分かれる。
- ハイ - 一番強い切り札が手札にあったものが1点を得る
- ロー - 一番弱い切り札を獲得したものが1点を得る
- ジャック - 切り札のジャックを獲得したものが1点を得る
- ゲーム - 獲得したカードの絵札の評価値を、10=10点・A=4点・K=3点・Q=2点・J=1点として合計し、評価値が高いものが1点を得る

上の4つのカテゴリは重複可能である。すなわち、切り札が1枚しか出なかった場合、その1枚でハイとローの2点が得られる。さらにそれがジャックだったら3点が得られる。
プレイ以外に以下のボーナスがある。
- ターンアップがジャックの場合、ディーラーが1点を得る
- ギフト - ディーラーがターンアップを切り札として受け入れた場合、ディーラーの左隣が1点を得る

プレイを繰り返し、7点を先に取ったものが勝ちになる。